# لوني تونز أدفيتشر : أكمي لكل النجوم (لعبة فيديو)
لوني تونز أدفبيتشر: أكمي أُوُل ستارز (بالإنجليزية: Tiny Toon Adventures: ACME All-Stars)‏ ، هي لعبة إلكترونية من نوع الرياضة الترفيهية، أنتجت سيجا سنة 1994.

## ميزاته
تتوفر الألعاب مثل كرة القدم وكرة السلة وغيرها، ويلعب بها شخصيات تايني تون.